# Rika De Backer-Van Ocken
Pour les articles homonymes, voir De Backer.
 (août 2012).
Si vous disposez d'ouvrages ou d'articles de référence ou si vous connaissez des sites web de qualité traitant du thème abordé ici, merci de compléter l'article en donnant les références utiles à sa vérifiabilité et en les liant à la section « Notes et références ».
Rika De Backer-Van Ocken, née Hendrika Maria Rosa (Rika) De Backer-Van Ocken le 1er février 1923 à Anvers et décédée le 5 mai 2002 à Weert, est une femme politique belge.
Elle occupe, de 1974 à 1981, le poste de ministre de la Culture néerlandaise puis des Affaires flamandes, au sein de neuf gouvernements. Elle est ainsi la femme politique ayant été membre d'un plus grand nombre de gouvernements et à avoir le plus duré à son poste (sept ans).

## Biographie
Hendrika Maria Rose Van Ocken est la fille de Stanislas Van Ocken, fonctionnaire issu d'une famille d'agriculteurs catholiques, et Irma Vermeulen, une libérale.
Elle a fréquenté la section latin-grec à l'école Sint-Ludgardis d'Anvers de 1934 à 1940.
Durant et après la Seconde Guerre mondiale, cette jeune femme, qui a étudié à l'Université Catholique de Louvain, obtient un diplôme en histoire moderne en 1944, un diplôme en philosophie thomiste ainsi qu'une candidature en droit en 1950,.
Elle épouse le médecin philosophe et auteur Herman De Backer (1924-2009) avec lequel elle a sept enfants.
Ce professeur d'histoire de la médecine à Louvain est le fondateur du KVHU (Université Populaire Catholique Flamande).
Elle participe activement à un mouvement associatif féministe chrétien KAV (Katholieke Arbeiders Vrouwengilden) et y rédige Vrouwenbeweging.
En 1968, elle devient vice-présidente de la commission culturelle de l'Institut Voor Politieke Vorming pour lequel elle donne de nombreuses conférences qui l'encouragent davantage à mener une carrière politique.
Elle finit par choisir le CVP comme parti politique et y devient vice-présidente de la section anversoise de 1970 à 1983.
Devenue sénatrice en 1971, elle consacre son mandat à deux questions : l'amnistie et l'avortement.
Le 5 mai 2002, après des années de combats pour les droits de la femme et la culture, elle décède d'un cancer du foie. La cérémonie d'adieu eut lieu à Anvers (Onze-Lieve-Vrouwekathedraal) et elle repose aujourd'hui dans le parc d'honneur du Cimetière Schoonselhof.

## Parcours politique
Hendrika Maria Rosa s'est toujours battue pour le droit des femmes, même avant de devenir une femme politique de pouvoir. Elle a d'ailleurs travaillé pour le mouvement des travailleuses chrétiennes (Kristelijke Arbeiders Vrouwenbeweging), en voyageant à travers la Belgique afin de propager le droit de vote des femmes.
Le 31 mars 1971, Rika De Backer fait son entrée au Sénat et succède au sénateur provincial Victor Leemans. Devenue sénatrice, elle se concentre alors sur les droits des femmes : le droit de vote et l'avortement, et sur la culture (elle a participé à la rédaction de la loi sur le pacte culturel).
De décembre 1971 à octobre 1980, à la suite d'un double mandat d'actualité en 1971, elle siège alors également au sein du Conseil de la Culture de la communauté néerlandaise, elle sera en outre à l'origine du Centre Culturel Flamand De Brakke Grond.
En 1972, Rika De Backer est à la base de l'établissement des monuments nationaux et de la conservation de par sa position de membre du conseil des arts et de ministre. Elle s'est avéré être plus que d'un grand soutien pour la conservation des monuments; elle est à la base de 870 actes pour la conservation du patrimoine, pour la plupart, des décisions de protection allant du pont suspendu dans le parc de la ville d'Anvers au « Homestead 11000 vierges » à Hoegaarden.
Elle ira même jusqu'à écrire, en 1975 dans l'avant-propos de la publication « Bouwen door de Eeuwen heen – Halle-Vilvoorde », sur le monument historique comme partie intégrante du cadre de vie. Sa vision sera résumée plus tard en la phrase : «un monument ne se tient jamais seul» ; . Une vingtaine d'historiens de l'art seront alors recrutés pour travailler sur l'inventaire des biens culturels et architecturaux. Afin que le travail soit bien fait, elle charge l'architecte Frans De Groodt, en 1975, de mettre en place une formation qualitative et professionnelle nécessaire à la formation des architectes dans le but qu'ils deviennent des gardiens du patrimoine. Ce programme, officiellement commencé en 1976, portera le nom de  «monuments et soins du paysage», et porte actuellement le nom de «études du patrimoine» à l'université d'Anvers. On retrouve aujourd'hui le résultat de ces années de travail acharné et de recherches des monuments, des paysages et des sites archéologiques dans l'inventaire du patrimoine en ligne.
Elle ouvre à Amsterdam le Centre culturel flamand de Brakke Grond.,
En 1974, elle est non seulement ministre de la Culture néerlandaise et des Affaires Flamandes du gouvernement Tindemans et Première Présidente du comité ministériel des affaires flamandes,, qui est la position précurseur de celle qui se définit aujourd'hui comme Premier Ministre du gouvernement Flamand. Elle occupera ce poste jusqu'en 1980.
En 1978, contre l'avis de beaucoup de personnes de son propre parti, elle introduit le décret de « la Bibliothèque », relatif à la lecture publique concilie des objectifs de démocratie culturelle et de démocratisation culturelle.
En 1979, à la suite de la création des gouvernements communautaires et régionaux, elle obtient le titre et la charge de Ministre des affaires communautaires néerlandaises,.
À partir du 21 octobre 1980 jusqu'en juillet 1984, elle est membre du Conseil flamand (successeur du Conseil culturel et prédécesseur de l'actuel Parlement flamand).
De 1980 à 1981, elle ajoutera à son palmarès le titre de secrétaire d'État de la Communauté flamande.
En 1981, elle est attaquée, par ses opposants des Centres de la culture socialiste (CSD), qui l’accusaient de profiter de son appartenance catholique pour attirer les organisations catholiques et bénéficier de leur aide financière. Dès lors que Martens V monte au pouvoir et forme son gouvernement, à la fin de l'année 1981, Rika De Backer tombe de sa position. Ces accusations étaient liées aux problèmes qui entouraient l'école flamande de Komen.
Son mandat en tant que sénateur prend fin en 1984, après quoi deviendra membre députée du Parlement Européen après quoi elle  est élue présidente de la délégation et trésorière du PPE .

## Fonctions[18]
Au cours de son mandat de sénateur de 1971 à 1974, Rika De Backer-Van Ocken fut :
De 1971 à 1973, Rika va occuper différents postes tout au long de ces années : 
Pour commencer, elle devient vice-présidente du comité sénatorial des affaires culturelles et de la politique scientifique.
Par la suite, elle enchaîne les postes de membre du comité sénatorial de l'Éducation nationale, membre du comité sénatorial de l'Environnement, membre du comité sénatorial des Naturalisations et enfin membre de la commission mixte chargée d'élaborer la loi sur le pacte culturel.
En tant que membre du conseil culturel de la communauté culturelle néerlandaise de 1974-1980, elle occupe différents postes tout au long de cette période de temps :
Elle commence par obtenir le poste de vice-présidente du comité des affaires culturelles de la communauté néerlandaise, puis devient vice-présidente du comité du patrimoine culturel pour la communauté néerlandaise.
Au cours de son mandat au Sénat dans les années 1980, elle fut :
Des années 1982 à 1984, elle est membre de la commission sénatoriale des Affaires étrangères.
Durant son mandat au Conseil flamand de 1980 à 1984, elle fut :
De 1983 à 1984, elle est membre du Comité des affaires culturelles et de l'éducation pédagogique et didactique.
Au cours de son mandat au Parlement européen de 1984 à 1989, elle fut :
Pour commencer membre du comité de coopération au développement pour ensuite être membre à la commission sur les droits de la femme.
Par la suite, elle deviendra membre du comité du commerce extérieur.
Elle obtient le poste de présidente de la délégation belge PPE (groupe du Parti populaire européen).
Durant l'année 1984, elle va enchaîner, à nouveau, différents postes :
Elle commence par être membre du Bureau PPE; co-présidente de l'Entente contre la violence dans les sports et se bat pour instaurer le fair-play dans les sports.
Elle continue son parcours politique en devenant membre du Comité mixte pour l'Afrique, les Caraïbes et le Pacifique ACP-CE.
Elle est membre du Comité CVP pour le statut des femmes, se battant pour leurs droits (de vote et le droit d'avorter), comme dans ses débuts.
En 1989, après une longue carrière de femme politique engagée, elle quitte la politique mais reste active dans le domaine de la culture.

## Ouvrages
En 1976, Rika De Backer publie, à Bruxelles, un premier ouvrage intitulé De Voorbereidende gewestvorming geïnventariseerd.
En 1978, elle publie De groene jaren zeventig avec une maison d'édition d'Anvers.
Quatre ans passent et elle publie un second ouvrage qu’elle intitule Sport in de kunst, un ouvrage consacré à l’art.
Un autre ouvrage est publié en 1985, Report on the Code of Conduct for Community Companies xith Subsidiaries, Branches Or Representation in South Africa.
Enfin en 1986, Is het zwarte schaap wel zwart.
Un ouvrage consacre des informations à son propos dans Christen-Democratisch & Vrouw - Spiegels van Vrouwenacties in zetif jaar christen-democratie in Vlaanderen, en 2005.